# 長瀨站

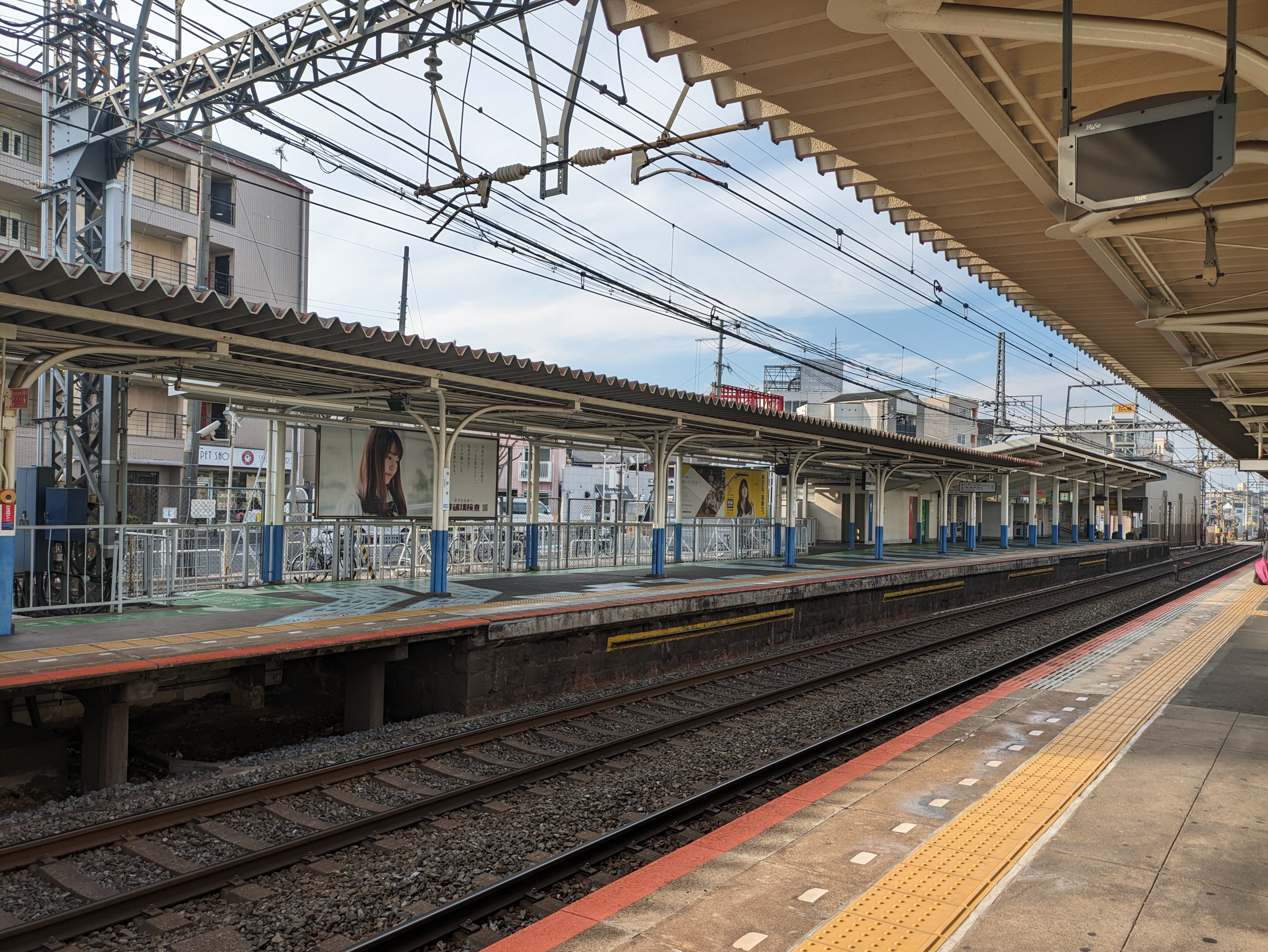
月台(2023年12月)

長瀨站（日语：／ Nagase eki */?）是位於大阪府東大阪市菱屋西一丁目，近畿日本鐵道（近鐵）的大阪線車站。車站編號為「D08」。

## 歷史
- 1924年（大正13年）10月31日 - 大阪電氣軌道八木線（現時為大阪線）足代（現時為布施）至八尾（現時為近鐵八尾）之間開通，此站啟用[1]。
- 1941年（昭和16年）3月15日 - 大阪電氣軌道與参宮急行電鐵合併，關西急行鐵道成立[1]。
- 1944年（昭和19年）6月1日 - 關西急行鐵道與南海鐵道（為南海電氣鐵道的前身）合併，成為近畿日本鐵道的車站[1]。
- 2007年（平成19年）4月1日 - 車站可以使用PiTaPa[2]。

## 車站構造
車站為地面車站，設有2面2線的相對式月台。各月台各自設有獨立的車站大堂與閘口，在閘內不能互相前往各月台。如需要前往對面月台，需要在閘外使用行人隧道或平交道。

### 月台
| 月台 | 路線   | 上下行 | 方向                                                    |
| ---- | ------ | ------ | ------------------------------------------------------- |
| 1    | 大阪線 | 下行   | 八尾、河內國分、大和八木方向 伊勢志摩方向 名古屋方向    |
| 2    | 大阪線 | 上行   | 布施、鶴橋、大阪上本町方向 大阪難波、尼崎、神戶三宮方向 |

### 設備、營業上
- 此站是由布施站管理的有人車站。
- 車站設有可使用PiTaPa、ICOCA的自動閘機（日语：自動改札機）和自動補票機（日语：自動精算機）（可支援回數（日语：回数乗車券）卡及IC卡，以及IC卡增值功能）。
- 車站設有售票特急票和定期票的專用自動售票機[3]。
- 在1990年代前，2號月台上設有咖啡店和書店，現時車站內再沒有商店，只有飲品自動售賣機。

## 停站列車
此車站只有普通列車停靠，日間毎小時有5班列車停靠，早上往高安方向和晚上往大阪方向的班次有所增加。當在近畿大學舉行入學和資格試當日，6卡編成以下的部分急行、準急和區間準急會在此站臨時停靠。

## 使用狀況
在2018年11月13日，1日的上下車人次為30,889人。
以下為各年度1日平均乘車、上下車人次列表。
| 年度               | 特定日   | 特定日     | 特定日   | 1日平均 乘車人次 | 參考資料 |
| 年度               | 調査日   | 上下車人次 | 乘車人次 | 1日平均 乘車人次 | 參考資料 |
| ------------------ | -------- | ---------- | -------- | ---------------- | -------- |
| 1990年（平成02年） | 11月06日 | 39,448     | 19,666   | 24,456           | [ 7 ]    |
| 1991年（平成03年） | -        | -          | -        | 25,207           |          |
| 1992年（平成04年） | 11月10日 | 42,455     | 21,540   | 26,121           | [ 8 ]    |
| 1993年（平成05年） | -        | -          | -        | 25,754           |          |
| 1994年（平成06年） | -        | -          | -        | 25,546           |          |
| 1995年（平成07年） | 12月05日 | 41,127     | 20,757   | 25,093           | [ 9 ]    |
| 1996年（平成08年） | -        | -          | -        | 24,042           |          |
| 1997年（平成09年） | -        | -          | -        | 23,491           |          |
| 1998年（平成10年） | 11月10日 | 38,219     | 19,095   | 22,485           | [ 10 ]   |
| 1999年（平成11年） | -        | -          | -        | 19,721           |          |
| 2000年（平成12年） | 11月07日 | 37,222     | 18,530   | 18,947           | [ 11 ]   |
| 2001年（平成13年） | -        | -          | -        | 18,571           |          |
| 2002年（平成14年） | -        | -          | -        | 17,563           |          |
| 2003年（平成15年） | 11月11日 | 32,338     | 16,110   | 17,521           | [ 12 ]   |
| 2004年（平成16年） | -        | -          | -        | 17,578           |          |
| 2005年（平成17年） | 11月08日 | 31,915     | 15,908   | 17,132           | [ 13 ]   |
| 2006年（平成18年） | -        | -          | -        | 16,548           |          |
| 2007年（平成19年） | -        | -          | -        | 17,099           |          |
| 2008年（平成20年） | 11月18日 | 30,925     | 15,503   | 16,330           | [ 14 ]   |
| 2009年（平成21年） | -        | -          | -        | 15,567           |          |
| 2010年（平成22年） | 11月09日 | 30,281     | 15,051   | 15,929           | [ 15 ]   |
| 2011年（平成23年） | -        | -          | -        | 15,821           |          |
| 2012年（平成24年） | 11月13日 | 30,476     | 15,283   | 15,960           | [ 16 ]   |
| 2013年（平成25年） | -        | -          | -        | 16,240           |          |
| 2014年（平成26年） | -        | -          | -        | 15,002           |          |
| 2015年（平成27年） | 11月10日 | 31,810     | 15,967   | 16,170           | [ 17 ]   |
| 2016年（平成28年） | -        | -          | -        | 16,241           |          |
| 2017年（平成29年） | -        | -          | -        | 16,278           |          |
| 2018年（平成30年） | 11月13日 | 30,889     | 15,456   |                  | [ 18 ]   |

## 車站周邊
商業設施
- Lucky超級市場 長瀨店
- Sundi 小若江店
- gourmet city 長瀨店

金融機構
- 里索那銀行 長瀨分店
- 中河內農業協同組合 長瀨站前分店
- 東大阪長瀨郵局
- 大阪近畿大學前郵局

醫療機構
- 東大阪生協醫院

其他
- 彌刀神社
- 東大阪市立長瀨北小學
- JR長瀨站（西方約700米）

## 相鄰車站
近畿日本鐵道
 大阪線
■快速急行、■急行、■準急、■區間準急
通過（在舉行近畿大學入學試之際，急行、準急、區間準急會臨時停靠）
■普通
俊德道（D07）－長瀨（D08）－彌刀（D09）

## 注腳
1. 1 2 3  曾根悟（監修）. . 朝日百科週刊. 2號 近畿日本鐵道 1. 朝日新聞出版. 2010-08-22: 18–23. ISBN 978-4-02-340132-7.
2. ↑   (pdf) (新闻稿). 近畿日本鐵道. 2007-01-30  [2016-03-09]. （原始内容存档 (PDF)于2016-08-07）.
3. ↑  近鐵時間表2018年3月17日時間表修正號，p.70 - p.87
4. ↑  近鐵時間表2018年3月17日時間表修正號，p.124 - p.147・p.284 - p.306
5. ↑  駅別乗降人員 大阪線 （页面存档备份，存于） - 近畿日本鐵道
6. ↑  東大阪市統計書
7. ↑  大阪府統計年鑑（平成3年）PDF
8. ↑  大阪府統計年鑑（平成5年）PDF
9. ↑  大阪府統計年鑑（平成8年）PDF
10. ↑  大阪府統計年鑑（平成11年）PDF
11. ↑  大阪府統計年鑑（平成13年）PDF
12. ↑  大阪府統計年鑑（平成16年）PDF
13. ↑  大阪府統計年鑑（平成18年）PDF
14. ↑  大阪府統計年鑑（平成21年）PDF
15. ↑  大阪府統計年鑑（平成23年）PDF
16. ↑  大阪府統計年鑑（平成25年）PDF
17. ↑  大阪府統計年鑑（平成28年）PDF
18. ↑  大阪府統計年鑑（令和元年）PDF

## 外部連結
- 長瀨 - 近畿日本鐵道